# Anžalika Ahurbaš
Anžalika Anatol'eŭna Ahurbaš (in bielorusso Анжаліка Анатольеўна Агурбаш?; Minsk, 17 maggio 1970) è una cantante bielorussa.
Ha partecipato all'Eurovision Song Contest 2005 come rappresentante della Bielorussia presentando il brano Love Me Tonight.